# L'Événement-Journal
Pour les articles homonymes, voir L'Événement et Événement.
L'Événement-Journal était un journal quotidien québécois distribué dans la ville de Québec (Canada).
Le quotidien a été fondé par Hector Fabre en 1867 sous le nom de L'Événement. Fabre a vendu le journal en 1883.
De 1909 à 1921, la gérance du journal est confiée à Émilienne Larocque, dont l'imprimerie, léguée par son défunt mari, avait été fusionnée avec le journal.
En 1936, il a été acheté par Jacob Nicol, le propriétaire du journal Le Soleil.
En 1938, le journal a fusionné avec Le Journal pour devenir L'Événement-Journal.
La dernière publication du journal est parue le 3 mars 1967.

## Source de la traduction
- (en) Cet article est partiellement ou en totalité issu de l’article de Wikipédia en anglais intitulé « L'Événement-Journal » (voir la liste des auteurs).